# Gare de Gullhella
La gare de Gullhella est une halte ferroviaire de la ligne de Spikkestad en Norvège. Elle se situe à 26,96 km d'Oslo.

## Histoire

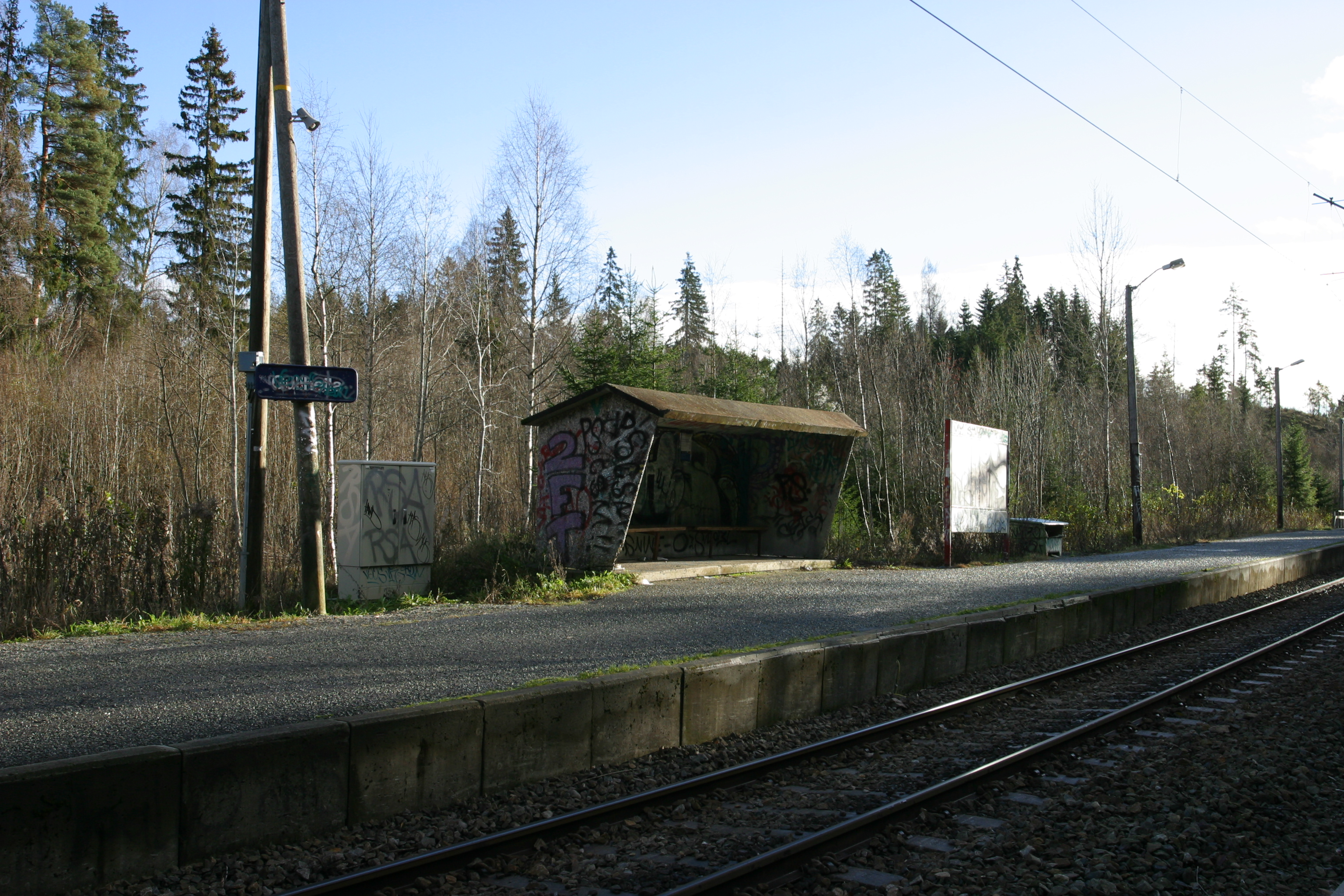
La halte ferroviaire en 2007 (avant rénovation)